# بو کریستنسن
بو کریستنسن (دانمارکی: Bo Christensen؛ ‏ ۲۴ اوت ۱۹۳۷ – ۱۱ آوریل ۲۰۲۰) یک بازیگر، تهیه‌کننده فیلم، و صداپیشه اهل دانمارک بود.
از فیلم‌هایی که وی در آن‌ها نقش داشته‌است، می‌توان به هدیه و اروپا اشاره نمود.